# Oberwestrich (neu)
Oberwestrich (neu) ist ein seit 2016 entstehender Stadtteil von Erkelenz, Kreis Heinsberg, in Nordrhein-Westfalen. Der Ort wird auf Grund der Umsiedlung des bisherigen Ortes Oberwestrich in Zusammenhang mit dem Tagebau Garzweiler gebaut.

## Lage

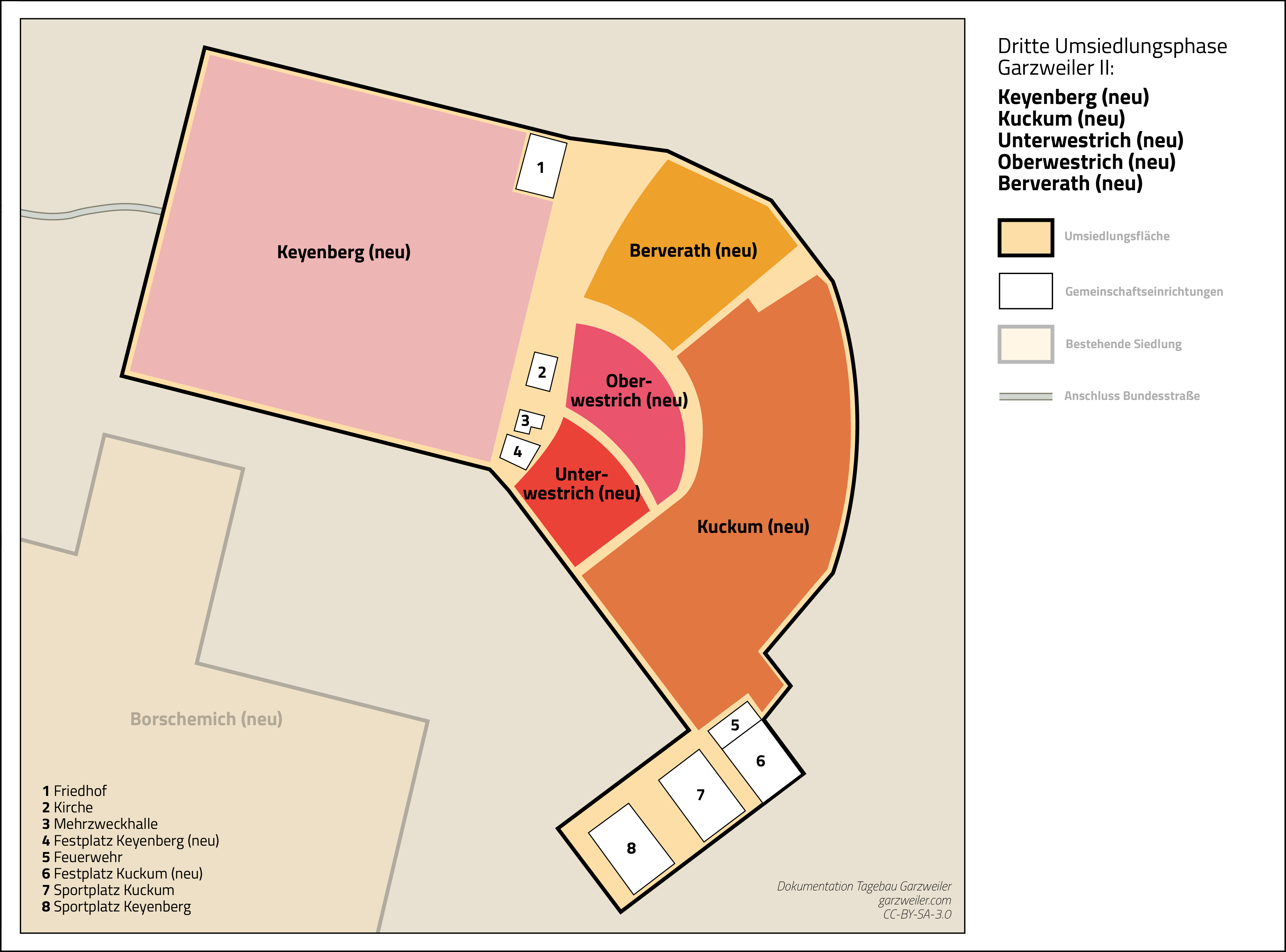
Oberwestrich (neu) mit den anderen vier umgesiedelten Orten nördlich von Erkelenz der dritten Umsiedlungsphase des Tagebaus Garzweiler II.

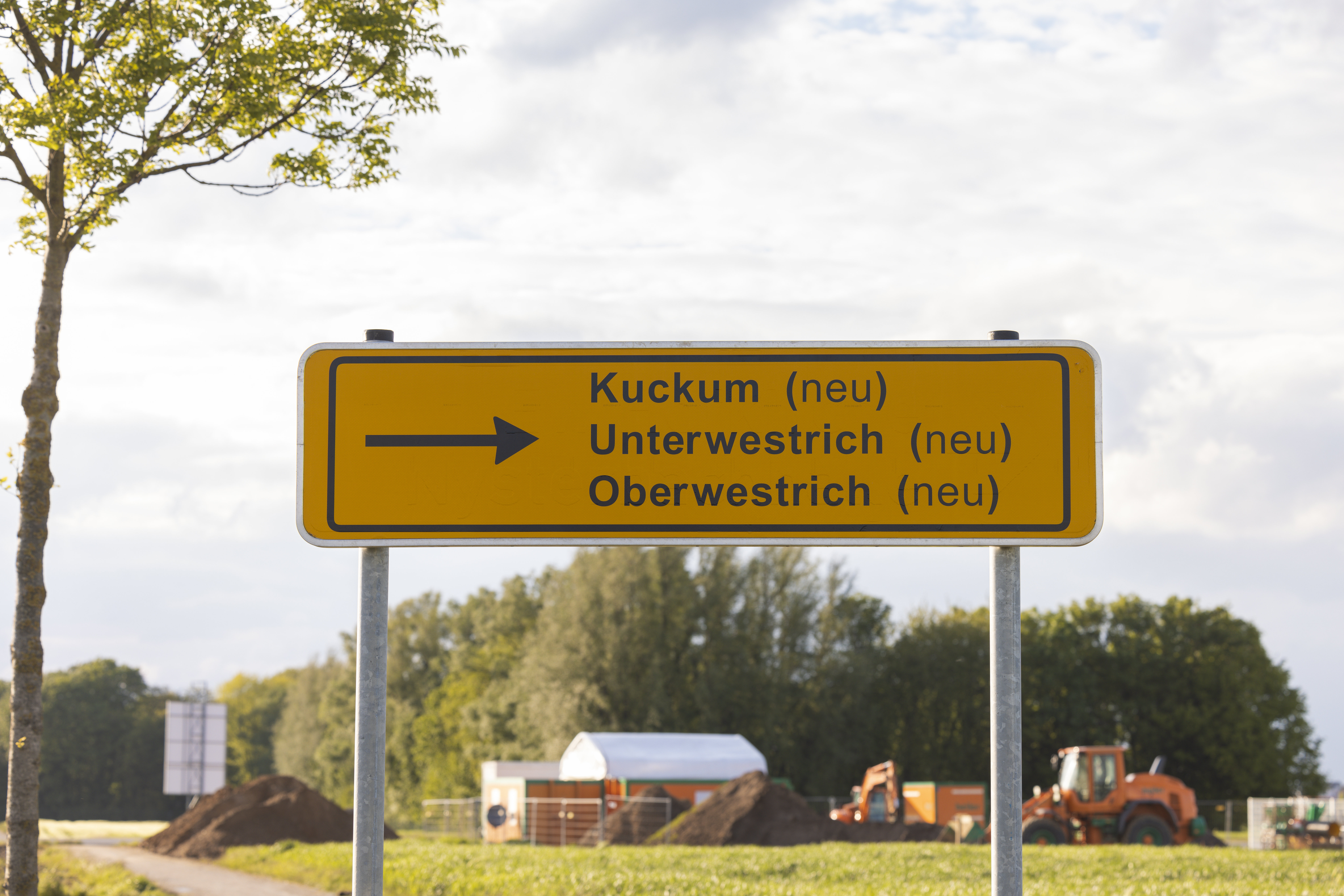
Südliche Zufahrt zu den Umsiedlerorten Unterwestrich (neu), Oberwestrich (neu) und Kuckum (neu)

Im Norden grenzt Oberwestrich (neu) an Berverath (neu), im Westen an Kuckum (neu), im Osten an Keyenberg (neu) und im Süden an Unterwestrich (neu).

## Geschichte

### Ortsgeschichte
Seit dem 1. Dezember 2016 wird der bisherige etwa fünf Kilometer entfernte Ort Oberwestrich umgesiedelt. Der gemeinsame Bebauungsplan für die direkt benachbart liegenden Umsiedlungsorte Keyenberg (neu), Kuckum (neu), Unterwestrich (neu) und Berverath (neu) erhielt am 22. Januar 2016 Rechtskraft. Der erste Spatenstich erfolgte am 9. April 2016, Ende des Jahres 2016 war ein Großteil der Erschließung bereits fertiggestellt.
Durch Beschluss des Rates der Stadt Erkelenz vom 14. Mai 2025 wird der Ort ab dem 1. Juli 2026 von Oberwestrich (neu) in Westrich umbenannt werden.

### Bevölkerungsentwicklung
Einwohnerzahlen der Ortschaft Oberwestrich (neu) (Einwohnerzahlenentwicklung durch die Umsiedlung)
| Jahr | Ew. |
| ---- | --- |
| 2018 | 3   |
| 2019 | 30  |
| 2020 | 40  |
| 2021 | 40  |
| 2022 | 43  |

## Verkehr

### Bahn
Die nächsten Stationen befinden sich in Erkelenz und Herrath.

### Bus
Die AVV-Buslinie 412 der WestVerkehr verbindet die benachbarten Orte Kuckum (neu) und Keyenberg (neu) wochentags mit Erkelenz und Wegberg. Die nächstgelegene Haltestelle ist Kuckum Markt.
| Linie | Verlauf |
| ----- | --- |
| 412   | Erkelenz Bf – Erkelenz Gymnasium / Erkelenz Burg – Borschemich (neu) – Kuckum (neu) – Keyenberg (neu) – Rath-Anhoven – Mehlbusch – Kipshoven – Moorshoven – Beeck – Beeckerheide – Gerichhausen – Wegberg Bf – Wegberg Busbf |

### Auto
Westlich von Oberwestrich (neu) verläuft die Bundesstraße 57 (B 57). Die nächstgelegene Autobahnanschlussstelle Erkelenz Ost an der A 46 befindet sich bei Mennekrath/Terheeg. Die Verkehrsanbindung des Ortes erfolgt über einen Kreisverkehr auf der B 57.